# Sclerococcum leuckertii
Sclerococcum leuckertii är en lavart som beskrevs av Paul Diederich och P.Scholz. Sclerococcum leuckertii ingår i släktet Sclerococcum, divisionen sporsäcksvampar och riket svampar. Arten är reproducerande i Sverige.